# Oliver Hazard Perry (Schiff)
Die Oliver Hazard Perry, auch USS Oliver Hazard Perry (Kennung: FFG-7), war eine Fregatte und Typschiff der  gleichnamigen Klasse der United States Navy, das von 1977 bis 1997 in Dienst stand. Das Schiff war nach dem Commodore Oliver Hazard Perry benannt.

## Geschichte
Die Fregatte wurde, noch als PFG-109 (für Patrol Frigate Guided Missile), 1973 in Auftrag gegeben, 1975 dann aber zu FFG (Frigate Guided Missile) umklassifiziert. Die Kiellegung fand 1975 bei Bath Iron Works statt, im September 1976 lief die Fregatte vom Stapel. Ende 1977 konnte die OHP schließlich in Dienst gestellt werden. Als erste Einheit der Klasse wurde die Perry für die Shock Trials ausgewählt, während denen das Schiff nahen Unter- und Überwasserexplosionen ausgesetzt wurde, um die Integrität des Rumpfes zu überprüfen.
In ihren letzten Jahren nahm die Perry 1994 an der Übung BALTOPS teil, danach befuhr sie die Great Lakes, um dort die Rekrutierung zu unterstützen. Commodore Perry wurde vor allem durch seine Kämpfe in diesen Gewässern berühmt.
Die Oliver Hazard Perry wurde am 20. Februar 1997 außer Dienst gestellt, 1999 dann aus dem Schiffsregister der Navy gestrichen und bei Metro Machine zerlegt.